# 香港八和會館
香港八和会馆（英語：Chinese Artists Association of Hong Kong；縮寫：CAAHK），簡稱「八和」（Barwo），是香港粤剧会馆，地址位于油麻地弥敦道493号展望大厦4字楼A室，是在广东八和粤剧职业工会香港分会基础上于1953年7月17日重新注册成立的会馆，2008年12月17日注册为非牟利慈善团体。现任理事会主席为龍貫天。

## 沿革
在廣東八和粵劇職業工會香港分會的基礎上，香港八和會館於1953年7月17日下午5時假九龍塘公爵街十號舉辦的座談會上正式重新註冊成立，並由名伶新馬師曾出任創會理事會主席。 1953年7月29日下午3時，八和會館假九龍總商會禮堂舉行首次會員大會。 1954年11月29日，八和會館於普慶戲院舉辦第二次會員大會。
八和會館是香港唯一一個粵劇團體，亦為香港粵劇工作者一個非牟利性質的工會組織。八和會館成立之初，期望加強行業團結，保障戲班營業正常開展，在清朝解禁粵劇後回復戲班事業。成立不久，薛覺先、馬師曾、桂名揚、羅品超、林小群、陳笑風、白雪仙等名伶都先後加入該館。
八和會館也經常參與慈善公益事務，包括贈醫施藥，例如曾於1957年在旺角砵蘭街199號二樓開設「八和會館西醫贈診所」，於當年6月7日下午2時開幕，並由名伶關德興（兼時任八和會館理事會主席）、陳艷儂（兼時任八和會館理事會副主席）、祁筱英、吳君麗、陳錦棠主持剪綵。此外，八和會館亦曾於1967年開辦香港八和會館小學，但因拒絕繳納上水重置校舍的保證金，最終由校監李智廣接手，及後易名為「李志達紀念學校」，而該校下午校於2003年再分拆為「曾梅千禧學校」。
八和會館現時屬下分別有事務組（慎和堂）、演員組（香港粵劇演員有限公司）、音樂組（普福堂）、燈光佈景組（畫部工會）、服裝道具部（衣雜箱工會）、武打演員會（鑾和堂）及香港八和粵劇學院（非牟利機構）等六個屬會、一個附屬機構。
總部內供奉有張騫先師及田竇二師的神位。

## 歷屆理事會主席
| 歷屆香港八和會館理事會主席 | 歷屆香港八和會館理事會主席 | 歷屆香港八和會館理事會主席 | 歷屆香港八和會館理事會主席 |
| 屆別                       | 任期                       | 主席                       | 參考                       |
| -------------------------- | -------------------------- | -------------------------- | -------------------------- |
| 第1屆                      | 1953年－1954年             | 新馬師曾                   | [ 2 ] [ 3 ]                |
| 第2屆                      | 1954年－1955年             | 新馬師曾                   | [ 10 ]                     |
| 第3屆                      | 1955年－1956年             | 新馬師曾                   | [ 11 ] [ 12 ]              |
| 第4屆                      | 1956年－1957年             | 新馬師曾                   | [ 13 ] [ 14 ]              |
| 第5屆                      | 1957年－1958年             | 關德興                     | [ 15 ]                     |
| 第6屆                      | 1958年－1959年             | 關德興                     | [ 16 ] [ 17 ]              |
| 第7屆                      | 1959年－1960年             | 關德興                     | [ 18 ] [ 19 ]              |
| 第8屆                      | 1960年－1961年             | 關德興                     | [ 20 ] [ 21 ]              |
| 第9屆                      | 1961年－1962年             | 何非凡                     | [ 22 ] [ 23 ]              |
| 第10屆                     | 1962年－1963年             | 何非凡                     | [ 24 ] [ 25 ]              |
| 第11屆                     | 1963年－1964年             | 麥炳榮                     | [ 26 ]                     |
| 第12屆                     | 1964年－1966年             | 梁醒波                     | [ 27 ]                     |
| 第13屆                     | 1966年－1968年             | 梁醒波                     | [ 28 ]                     |
| 第14屆                     | 1968年－1970年             | 梁醒波                     | [ 29 ]                     |
| 第15屆                     | 1970年－1972年             | 梁醒波                     | [ 30 ]                     |
| 第16屆                     | 1972年－1974年             | 新馬師曾                   | [ 31 ]                     |
| 第17屆                     | 1974年－1976年             | 新馬師曾                   | [ 32 ]                     |
| 第18屆                     | 1976年－1978年             | 梁醒波                     | [ 33 ]                     |
| 第19屆                     | 1978年－1980年             | 黃炎                       | [ 34 ]                     |
| 第20屆                     | 1980年－1982年             | 黃炎                       | [ 35 ]                     |
| 第21屆                     | 1982年－1984年             | 黃炎                       | [ 36 ]                     |
| 第22屆                     | 1984年－1986年             | 關海山                     | [ 37 ]                     |
| 第23屆                     | 1986年－1988年             | 新馬師曾                   | [ 38 ]                     |
| 第24屆                     | 1988年－1990年             | 馬國超                     | [ 39 ]                     |
| 第25屆                     | 1990年－1992年             | 馬國超                     | [ 40 ]                     |
| 第26屆                     | 1992年－1994年             | 汪明荃                     | [ 41 ]                     |
| 第27屆                     | 1994年－1997年             | 汪明荃                     | [ 42 ]                     |
| 第28屆                     | 1997年－1999年             | 陳劍聲                     | [ 43 ]                     |
| 第29屆                     | 1999年－2001年             | 陳劍聲                     | [ 44 ]                     |
| 第30屆                     | 2001年－2003年             | 陳劍聲                     | [ 45 ]                     |
| 第31屆                     | 2003年－2005年             | 陳劍聲                     | [ 46 ]                     |
| 第32屆                     | 2005年－2007年             | 陳劍聲                     | [ 47 ]                     |
| 第33屆                     | 2007年－2009年             | 汪明荃                     | [ 48 ]                     |
| 第34屆                     | 2009年－2011年             | 汪明荃                     | [ 49 ]                     |
| 第35屆                     | 2011年－2013年             | 汪明荃                     | [ 50 ]                     |
| 第36屆                     | 2013年－2015年             | 汪明荃                     | [ 51 ]                     |
| 第37屆                     | 2015年－2017年             | 汪明荃                     | [ 52 ]                     |
| 第38屆                     | 2017年－2020年             | 汪明荃                     | [ 53 ]                     |
| 第39屆                     | 2020年－2023年             | 汪明荃                     | [ 54 ]                     |
| 第40屆                     | 2023年－2026年             | 龍貫天                     | [ 55 ]                     |

## 顧問
| 永遠名譽會長 | 芳艷芬 關德興                                                                                        |
| 永遠會長     | 馬國超 陳劍聲 汪明荃 龍貫天                                                                          |
| 副會長       | 尹飛燕 吳仟峰 宋錦榮 李香琴 林蛟 林錦堂 徐秉權 梁漢威 陳劍烽 麥惠文 黃肇生 謝雪心 羅家英 阮兆輝 李龍 |

## 八和粵劇學院
八和粵劇學院是香港八和會館創辦的一家粵劇訓練學校，在1979年由當屆理事會議決創辦，籌備委員會成員包括黃炎、梁漢威、劉月峯、羅家英、李奇峯、陳昌、麥惠文、任大勳等，於1980年1月15日正式招生。 當年導師包括楊劍華、王粵生、任大勳、麥惠文、陳敏、李艷霜、曾玉女、郭鴻斌等。課程分唱科、演科、基本功三科，為兩年學制。首五屆培育出蓋鳴暉、劉惠鳴、鄧美玲、衛駿英、廖國森等當今名伶。
1996年，八和粵劇學院獨立註冊為慈善團體，獲市政局及香港藝術發展局資助，與香港中文大學校外進修學院聯合主辦「粵劇培訓證書課程」，當年由汪明荃任名譽總監，梁漢威任藝術總監，梁沛錦任課程顧問。課程加入粵劇史、粵劇化粧等，導師有區文鳳、麥惠文、許堅信、鄭文瑛、王家玲、周莉莉等，由羅鴻統籌、陳守仁任課程主任。 
八和得到粵劇發展基金、康樂及文化事務署及盛世天戲劇團的支持，得以籌劃「油麻地戲院場地伙伴計劃」的粵劇演出，推出「粵劇新秀演出系列」130場，及以海外觀眾為對象的「粵劇體驗場」72場，一年之內，籌劃超過200場粵劇演出。